# Varnhem
Varnhem é uma localidade da Suécia, situada na província histórica da Västergötland. Tem cerca de 700 habitantes (1 360 contando com Ljungstorp, Norra Lundby e Öglunda), e pertence à Comuna de Skara. Está localizada junto à estrada nacional 49 (Rv 49), a uma distância de 12 km de Skara e de 12 quilômetros de Skövde. É conhecida por ser o local do histórico Convento de Varnhem, construído no século XII.